# Дизелебудівний завод ім. С. М. Кірова (Токмак)
Дизелебудівний завод ім. С. М. Кірова (раніше «Червоний прогрес», «Завод № 175») — великий машинобудівний завод в місті Токмак Запорізької області. Один з найстаріших заводів в Україні, заснований в 1882 році. У радянський час був одним з провідних дизелебудівних заводів СРСР (випускав понад 90 модифікацій дизельних двигунів), а також одним з основних торпедобудівних підприємств. Був містоутворюючим підприємством Токмака, на якому працювало близько 10 тис. чол. (в самому Токмаку жило 30 тис. чоловік). Територія заводу становила 54 га (під промисловими об'єктами — 290 600 м²). З кінця 1970-хх рр. входить у виробниче об'єднання «Південдизельмаш». В кінці 2000-х рр. внаслідок величезної заборгованості виробництво припинено, заводське майно та площі частково розпродані.

## Історія заводу до 1990-х рр
У 1882 році у селі Великий Токмак Таврійської губернії засновується і розвивається завод землеробських машин і знарядь німця Фукса. Три роки тому неподалік від нього був заснований аналогічний завод австрійця Клейнера. Заводи виробляли сівалки, букери, жатки, відбувалося поступове зростання виробництва.
З початком Першої світової війни обсяг продукції знизився через мобілізацію багатьох робітників і труднощів у забезпеченні матеріалами і паливом. В жовтні 1915 року заводи (перейменовані в «Тріумф» і «Кир анон») перейшли в розпорядження військового відомства, в них розташувалися автомобільна і мотоциклетна роти. В роки Громадянської війни обидва заводи були істотно зруйновані.

### Червоний прогрес
Восени 1920 року була розроблена програма відновлення виробництва на заводах. 28 червня 1922 року економічна нарада при повітовій раді профспілок постановила об'єднати обидва заводу в Перший державний завод сільськогосподарських машин і знарядь повітового СНХ. Пізніше, в день 5-ї річниці Жовтневої революції, завод був названий «Червоний прогрес». Він увійшов до складу створеного у тому ж році Всесоюзного об'єднання важкого машинобудування.
У 1923 році заводу було запропоновано налагодити серійне виробництво трактора «Запорожець» (дослідний зразок якого був створений с. Кічкас в 1921 році); він вироблявся до 1927 року, було випущено близько 800 машин. До 1925 році на заводі працювало 1196 чол., випускалися нафтові двигуни з візками, трактора «Запорожець», жатки, букери, плуги, віялки, токарні верстати. У 1927 року на заводі починає видаватися багатотиражна газета «Металіст» (пізніше перейменована в «Червоний двигун»), а також відкривається заводський клуб «Металіст».
З 1929 року завод працює за п'ятирічними планами. Починається виробництво п'ятитонних тракторних візків, бензинових двигунів «Прогрес», суднових і вітросилових двигунів. Завод був підпорядкований всесоюзному об'єднанню «Союздизель», і з кінця 1931 року на ньому починається випробування зразків закордонних дизельних двигунів з метою розробки нового типу радянського малопотужного дизеля. У 1933 році був створений перший двотактний дизель «Піонер».

### Торпеди
В середині 1930-х рр. відбувається реконструкція заводу, спрямована на максимально раціональне використання будівель, поповнення парку обладнання та упорядкування технологічного процесу. 9 липня 1935 року заводу було присвоєно ім'я С. М. Кірова. У другій половині 1935 року на заводі розгортається стахановський рух. В цей же час постановою уряду заводу ставиться завдання освоїти виробництво першого вітчизняного зразка морської зброї — саморушних морських мін. Вже на початку 1938 року на озброєння ВМФ СРСР була прийнята виготовлена заводом торпеда калібру 450 мм під шифром 45-36Н (без стабілізатора).

### Евакуація
На початку німецько-радянської війни завод, який мав стратегічно важливе значення, був евакуйований. Евакуація пройшла з 21 серпня по 16 вересня 1941 року, було повністю вивезено обладнання та продукцію. Ешелони з людьми і обладнанням прибули до Махачкали і були розміщені в селищі Двігательстрой (нині місто Каспійськ), де токмацький завод влився у завод № 182 (нині «Дагдизель»), який також виробляв торпеди. Однак через рік Махачкала опинилася в прифронтовій смузі і завод знову був змушений евакуюватися, на цей раз в Алма-Ату (частково також в Петропавловськ), де був заснований алматинський машинобудівний завод імені Кірова. Будівництво заводу довелося починати з нуля, верстати та обладнання монтували одночасно зі зведенням стін. Виготовлення торпед почали задовго до встановлення перекриттів і дахів. До 1943 виробництво було запущено. Завод почав випуск торпед 53-38У і 53-39. Завод виробляв також снаряди різних калібрів, міномети і автомати ППШ.
Під час окупації Токмака завод частково функціонував, виготовлялися ручні кукурудзяні молотарки, сапи, граблі, запальнички. Наприкінці вересня 1943 року, після визволення Токмака, почалося відновлення заводу. Багато фахівців повернулися на завод з Казахстану і Дагестану. У повоєнний період на заводі здійснювався випуск нових дизелів потужністю 40 і 80 л.с.

### Після війни
На початку 1950-х рр. були створені базова модель дизеля 6Ч 12/14, різні модифікації дизель-генераторів постійного і змінного струму, головних суднових двигунів і дизелів для приводу різних механізмів. Паралельно з освоєнням виробництва цих дизелів виготовляються компресори високого тиску. З 1960-х рр. починається виробництво дизелів з газотурбінним наддувом 6Ч 12/14 з 80 до 180 л. с. 
16 лютого 1976 року завод нагороджений орденом Трудового Червоного Прапора за створення і освоєння нових сучасних дизелів та дострокове виконання завдань 9-го п'ятирічного плану. Завод стає головним підприємством виробничого об'єднання «Південдизельмаш». У 1980-х рр. відбувався подальший розвиток підприємства, вводилися нові технології, проводилася комплексна механізація і автоматизація виробництва, випускалися дизеля 4Ч 10,5/13; 6ЧН 12/14; 6Ч 15/15, запасні частини до них, товари народного споживання, дизель-генератори.

## Сучасний стан
У березні 1995 року виробниче об'єднання «Південдизельмаш» було перетворено в акціонерне товариство, а у 1996 році у відкрите акціонерне товариство «Південдизельмаш» . На підприємстві були зайняті роботою понад 9000 осіб, потужність підприємства дозволяла випускати 14000 дизелів на рік при режимі роботи в дві зміни. Постановою Кабінету міністрів України від 03.03.1999 р. № 951 підприємство було віднесено до таких, що мають стратегічне значення для економіки й оборони країни.
На початку 2000-х рр. завод вступив у період кризи. У 2000 році було порушено справу про банкрутство ВАТ «Південдизельмаш» у результаті невиконаних зобов'язань за кредитним договором з «Приватбанком».
З 2004 року робітникам перестав йти трудовий стаж, кількість працівників становила всього 1445 осіб. У 2006 році розробляється і затверджується в судовому порядку мирова угода та план санації, покликаний відновити виробництво. Після цього більша частина ліквідних активів ВАТ була передана кредиторам четвертої черги, малоліквідне майно залишилося у «Південдизельмаша». З 2007 року виробництво на півтора року відновили. Також в 2007 році апеляційний суд скасував мирову угоду, хоча відчужене до того часу майно не було повернуто.
У 2007 році Кабінет міністрів Януковича передав 69,884 % акцій заводу у власність Запорізької обласної ради, делегувавши їй управлінські функції. Завод також розділився на ВАТ «Південдизельмаш», ТОВ «Машинобудівний завод ім. Кірова» («МашЗик») та ТОВ «Завод ім. Кірова» («Зік»). З літа 2008 року робочим припинили виплачувати зарплату, не розрахувавшись з попередніми боргами. Виробнича діяльність на всіх трьох підприємствах зупинена, територія заводу була взята під охорону. Майно підприємства перебуває у руках понад 20 різних власників. Загальна заборгованість «Південдизельмаша» становить 42,3 млн. гривень. Щоб погасити накопичені борги, завод розпродає металообробне обладнання (преси і верстати) і будівлі цехів.
У 2009 році група Запорізької облради з вивчення соціально-економічної ситуації на ВАТ «Південдизельмаш» розглядала три варіанти подальшої долі цього підприємства: ліквідація «Південдизельмаша», його банкрутство і продаж акцій. На заводі залишалося всього 48 співробітників, в основному адміністрація та охорона. В результаті, виробництво було припинено, потужності і майно заводу розпродані. В даний час на виробничому майданчику знаходяться окремі виробництва, що випускають номенклатуру деталей, необхідних для ремонту «південдизельмашівських» двигунів.

## Вироблена продукція
На початок 2000-х років
- Генератори дизельні
- Дизель-генератори суднові допоміжні та аварійні
- Дизель-генератори, компресори, насоси, парогенератори
- Обладнання гідравлічне та маслогідравлічне
- Обладнання для гідроелектростанцій
- Регулятори, пристрої керування і обладнання гідравлічні
- Спецтехніка залізнична

## Нагороди
За створення і освоєння нових сучасних дизелів і дизельних генераторів завод був нагороджений:
- орденом Трудового Червоного Прапора (16 лютого 1976)
- орденом Жовтневої революції (1982)

## Керівники
- Краснянський В. В. — з 1923
- Компанець Олександр Данилович
- Алфьоров, Володимир Іванович (1904—1995) — з 1938 директор торпедобудівного заводу № 175 (Токмак), потім торпедобудівного заводу № 182 (Махачкала)
- Могилевський Іван Силантьевич (1906—1971) — по грудень 1965
- Ахрамеев, Василь Никифорович — з 1965
- Прудніков Геннадій Вікторович
- Жадлун Анатолій Миколайович
- Левчук Микола Леонідович
- Ніколаєнко Микола, депутат Запорізької обласної ради від Партії регіонів

## Видатні працівники заводу
- Алфьоров, Володимир Іванович (1904—1995) — Герой Соціалістичної Праці (1949), нагороджений п'ятьма орденами Леніна, двома орденами Червоного Прапора, трьома орденами Трудового Червоного Прапора, орденом Червоної Зірки, медалями; двічі лауреат Сталінської премії (1949, 1953 роки).
- Ахрамєєв, Василь Никифорович — заслужений машинобудівник України, почесний громадянин Токмака; нагороджений орденом Леніна, двома орденами Трудового Червоного Прапора; в 2000-ні рр. депутат міськради від партії «Батьківщина»
- Гуторов І. Н. — ветеран Великої Вітчизняної війни, ветеран праці заводу; нагороджений орденом Леніна (1974)
- Івченко Олександр Георгійович (1903—1968) — радянський авіаконструктор, академік АН УРСР (1964), Герой Соціалістичної Праці (1963), лауреат Державної премії СРСР (1948), Ленінської премії (1960); нагороджений 2 орденами Леніна, 4 іншими орденами, а також медалями.
- Кот, Олексій Миколайович (1914—1997) — Герой Радянського Союзу (1944); нагороджений 3 орденами Леніна, 3 орденами Червоного Прапора, 2 орденами Вітчизняної війни 1-го ступеня, орденом Червоної Зірки, медалями
- Матюх, Павло Іванович (1911—1980) — Герой Радянського Союзу (1943); нагороджений орденом Леніна, орденом Червоної Зірки, медалями
- Охай, Григорій Улянович (1917—2002) — Герой Радянського Союзу (1951); нагороджений орденами Леніна, Червоного Прапора, Вітчизняної війни 1-й і 2-й ступеня, 2 орденами Червоної Зірки, медалями
- Півень Петро Петрович — учасник Великої Вітчизняної війни, ветеран праці заводу; нагороджений орденом Червоної Зірки, орденом Трудового Червоного Прапора, медалями
- Різчик Петро Харитонович — Герой Соціалістичної Праці (1966), депутат Верховної Ради СРСР (1946), член Президії Верховної Ради Казахської РСР; нагороджений орденом Трудового Червоного Прапора (1939)
- Сопін Р. Н. — нагороджений орденом Леніна (1971)
- Тимощенко І. Т. — ветеран праці заводу; нагороджений орденом Леніна

## Адреса
- Україна, 71700, Запорізька обл., м. Токмак, вул. Леніна 1